# セラミックブラケット
セラミックブラケットとは、白色半透明セラミック製の審美ブラケットである。
歯に装着した際、目立ちにくく審美性に優れている。アーチワイヤを保持するスロットにシリカを溶着してアーチワイヤの滑りを改善したもの、リン酸カルシウム系セラミック製で歯のエナメル質と同等な硬度を備え、メタルブラケット以上のローフリクションを実現した生体親和性の高いもの、金属結紮線や結紮リングの替わりに、開閉するクリップでアーチワイヤをアーチワイヤスロットに固定する機構を持った、セルフライゲーティング方式のものなどがある。
代表的なものとして、クリスタライン（トミー）、ハイアライン（トミー）、クリッピーC（トミー）、クリアティ（ユニテック）、インスパイアice（オームコ）、InVu「インビュー」（TPOJ）、エイベックスCx（松風）、ワイオスⅡ（オーソデントラム）がある。